# تلکیبانیا
تلکیبانیا (به مجاری:  Telkibánya) یک منطقهٔ مسکونی در مجارستان است که در بورشود-آبااوی-زمپلن واقع شده‌است. تلکیبانیا ۴۶٫۸۲ کیلومتر مربع مساحت و ۵۴۹ نفر جمعیت دارد.